# Liste der Ortschaften im Bezirk Perg
Die Liste der Ortschaften im Bezirk Perg enthält die 26 Gemeinden und ihre zugehörigen Ortschaften im oberösterreichischen Bezirk Perg.
Kursive Gemeindenamen sind keine Ortschaften, in Klammern der Status Markt bzw. Stadt. Die Angaben erfolgen im offiziellen Gemeinde- bzw. Ortschaftsnamen, wie von der Statistik Austria geführt.
- Allerheiligen im Mühlkreis
  - Baumgarten
  - Hennberg
  - Judenleiten
  - Kriechbaum
  - Niederlebing
  - Oberlebing

- Arbing
  - Frühstorf
  - Groißing
  - Hehenberg
  - Hummelberg
  - Mollnegg
  - Puchberg im Machland
  - Roisenberg

- Bad Kreuzen (Markt)
  - Innernstein
  - Klaus
  - Kollroßdorf
  - Kühweid
  - Lehen
  - Mitterdörfl
  - Neuaigen
  - Oberdörfl
  - Obereisendorf
  - Oberkalmberg
  - Panholz
  - Schönfichten
  - Thomastal
  - Unterdörfl
  - Untergaisberg
  - Wetzelstein
  - Würzenberg

- Baumgartenberg (Markt)
  - Amesbach
  - Au
  - Deiming
  - Hehenberg
  - Hochfeld
  - Kolbing
  - Kühofen
  - Lehen
  - Mettensdorf
  - Mühlberg
  - Obergassolding
  - Puchberg
  - Schneckenreitstal
  - Steindl
  - Untergassolding

- Dimbach (Markt)
  - Dimbachreith
  - Gassen
  - Großerlau
  - Hornberg
  - Kleinerlau
  - Vorderdimbach

- Grein (Stadt)
  - Dornach
  - Greinburg
  - Herdmann
  - Lehen
  - Lettental
  - Oberbergen
  - Panholz
  - Grein
  - Würzenberg

- Katsdorf
  - Blindendorf
  - Bodendorf
  - Breitenbruck
  - Edt
  - Greinsberg
  - Grünau
  - Lungitz
  - Neubodendorf
  - Nöbling
  - Reiser
  - Rothof
  - Ruhstetten
  - Schwarzendorf
  - Standorf
  - Weidegut

- Klam (Markt)
  - Achatzberg
  - Gauning
  - Letten
  - Linden
  - Niederkalmberg
  - Oberhörnbach
  - Sperken
  - Unterhörnbach

- Langenstein
  - Frankenberg
  - Gusen
  - Stacherlsiedlung

- Luftenberg an der Donau (Markt)
  - Abwinden
  - Forst
  - Gröbetsweg
  - Knierübl
  - Luftenberg
  - Pürach
  - Statzing
  - Steining

- Mauthausen (Markt)
  - Albern
  - Bernascheksiedlung
  - Brunngraben
  - Haid
  - Hart
  - Heinrichsbrunn
  - Hinterholz
  - Marbach
  - Oberzirking
  - Reiferdorf
  - Ufer
  - Vormarkt

- Mitterkirchen im Machland (Markt)
  - Am Bühel
  - Gang
  - Haid
  - Hart
  - Heinz Lettner-Siedlung
  - Hofstetten
  - Hörstorf
  - Hütting
  - Inzing
  - Kaindlau
  - Kirchstetten
  - Labing
  - Langacker
  - Lehen
  - Loa
  - Mitterkirchen
  - Neu Hütting
  - Wagra
  - Weisching
  - Wörth

- Münzbach (Markt)
  - Danndorf
  - Innernstein
  - Mollnegg
  - Obergaisberg
  - Pilgram
  - Priehetsberg
  - Saxenegg
  - Sulzbach
  - Untergaisberg

- Naarn im Machlande (Markt)
  - Aist
  - Au an der Donau
  - Baumgarten
  - Dirnwagram
  - Holzleiten
  - Laab
  - Naarn
  - Neuhof
  - Oberwagram
  - Pratztrum
  - Ruprechtshofen
  - Schönau
  - Sebern
  - Staffling
  - Starzing
  - Straß
  - Wimm

- Pabneukirchen (Markt)
  - Eibeck
  - Großerlau
  - Henndorf
  - Markt-Süd
  - Mitter-Pabneukirchen
  - Neudorf
  - Nieder-Schreineredt
  - Ober-Eisendorf
  - Ober-Pabneukirchen
  - Riedersdorf
  - Schreineredt
  - Sonnleitn
  - Staub
  - Thomastal
  - Unter-Eisendorf
  - Unter-Pabneukirchen
  - Unter-Sankt Georgen
  - Wetzelsberg

- Perg (Stadt)
  - Aisthofen
  - Auhof
  - Dörfl
  - Karlingberg
  - Kickenau
  - Lanzenberg
  - Lehenbrunn
  - Mitterberg
  - Pergkirchen
  - Thurnhof
  - Tobra
  - Weinzierl
  - Zeitling

- Rechberg
  - Hiesbach
  - Holzmann
  - Kemet
  - Kürnstein
  - Puchberg
  - Spaten
  - Wansch
  - Windischhof
  - Winkl

- Ried in der Riedmark (Markt)
  - Aistbergthal
  - Altaist
  - Anzendorf
  - Blindendorf
  - Buchholz
  - Danndorf
  - Frankenberg
  - Gerersdorf
  - Grünau
  - Hartl
  - Hochstraß
  - Holzgasse
  - Josefstal
  - Kollnerberg
  - Loitzenberg
  - Marbach
  - Marwach
  - Niederzirking
  - Obenberg
  - Oberzirking
  - Poneggen
  - Reidl
  - Rieddorf
  - Schnellendorf
  - Thal
  - Wachsreith
  - Waging
  - Weigersdorf
  - Wildberg
  - Wimm
  - Zeinersdorf

- St. Georgen am Walde (Markt)
  - Ebenedt
  - Großerlau
  - Haruckstein
  - Henndorf
  - Linden
  - Ober St. Georgen
  - Ottenschlag
  - Unter St. Georgen

- St. Georgen an der Gusen (Markt)
  - Denneberg
  - Sankt Georgen an der Gusen
  - Schörgendorf
  - Zottmann

- St. Nikola an der Donau (Markt)
  - Achleiten
  - Hirschenau
  - Moosbach
  - Sankt Nikola an der Donau
  - Sarmingstein
  - Sattl
  - Struden

- Sankt Thomas am Blasenstein (Markt)
  - Am Sonnenhang
  - Bergweg
  - Großmaseldorf
  - Kirchenweg
  - Kleinmaseldorf
  - Markt
  - Mitter Sankt Thomas
  - Ober Sankt Thomas
  - Panoramaweg
  - Pierbach
  - Puchberg
  - Rechberg
  - Schulstraße
  - Teichsiedlung
  - Thomasreit
  - Thomastal
  - Unter Sankt Thomas
  - Untermaseldorf

- Saxen (Markt)
  - Au
  - Dornach
  - Eizenau
  - Eizendorf
  - Gewerbepark
  - Hofkirchen
  - Knappetsberg
  - Letten
  - Oberbergen
  - Patzenhof
  - Reitberg
  - Saxendorf
  - Solarpark
  - Wetzelsdorf

- Schwertberg (Markt)
  - Aiser
  - Aisting
  - Am Dachsberg
  - Doppl
  - Josefstal
  - Lina
  - Obenberg
  - Unterjosefstal
  - Windegg
  - Winden

- Waldhausen im Strudengau (Markt)

- Windhaag bei Perg
  - Altenburg
  - Asching
  - Forndorf
  - Freindorf
  - Hochtor
  - Holzmann
  - Karlingberg
  - Kemet
  - Kuchlmühle
  - Pragtal